# Ernest Wilkins
Ernest Hatch Wilkins (Newton, 14 settembre 1880 – Newton, 2 gennaio 1966) è stato un filologo statunitense.

## Biografia
Docente alla Harvard University dal 1906 al 1912, fu presidente dell'Oberlin College dal 1927 al 1946. Insegnò anche all'Università di Chicago. Fu autore di eruditi studi su Dante Alighieri ma soprattutto su Francesco Petrarca (Gli otto anni di Petrarca a Milano, 1958; Gli ultimi anni di Petrarca, 1961). Pubblicò nel 1959 L'invenzione del sonetto e altri studi di letteratura italiana.

## Opere
- E.H. Wilkins-Edward Kennard Rand, Dantis Alagherii Operum Latinorum Concordantiae, Oxonii, 1912. - New York, 1970.
- E.H. Wilkins-William A. Nitze, The French Verb. Its Forms and Tense Uses, Chicago, 1914.
- E.H. Wilkins-Charles Hall Grandgent, Italian Grammar, Boston, 1915.
- First Italian Book, Chicago, 1920.
- Dante. Poet and Apostle, Chicago, 1921.
- Modern Discussions of the Dates of Petrarch's Prose Letters, Chicago, 1929.
- Living in Crisis, Boston, 1937.
- Toward Unity, Oberlin, 1946.
- The Making of the Canzoniere and other Petrarchan Studies, Roma, Storia e Letteratura, 1951.
- A History of Italian Literature, Cambridge, Mass., 1954.
- Studies in the Life and Works of Petrarch, Cambridge, Mass., 1955.
- The «Epistolae Metricae» of Petrarch. A Manual, Roma, Storia e Letteratura, 1956.
- Petrarch's Eight Years in Milan, Cambridge, Mass., 1958.
- The Invention of the Sonnet and other Studies in Italian Literature, Roma, Storia e Letteratura, 1959.
- Petrarch's Later Years, Cambridge, Mass., 1959.
- Petrarch's Correspondance, Padova, Antenore, 1960.
- Vita del Petrarca (Life of Petrarch, 1963), trad. e cura di Remo Ceserani, Milano, Feltrinelli, 1964.
- E.H. Wilkins-Thomas Goddard Bergin, A Concordance to the Divine Comedy of Dante Alighieri, Cambridge, Mass., 1965.
- Studies on Petrarch and Boccaccio, a cura di Aldo S. Bernardo, Padova, Antenore, 1978.